# فالكو من بينيفينتو
فالكو من بينيفينتو (بالإيطالية: Falcone)‏ مؤرخ إيطالي من القرن الثاني عشر، وكاتب العدل في القصر البابوي في بينيفنتو، مدينته، حيث ولد لأبوين ذوي مكانة عالية. يعد مؤرخًا مهمًا للسنوات بين 1102 و1139 في جنوب إيطاليا. كمؤرخ، لا يعتمد عليه فقط، حيث كثيرًا ما كان شاهد عيان على الأحداث التي رواها، وإنما أيضًا لانتمائه حيث ولد لومبارديًا وعارض النورمان بشدة معتبرهم برابرة.

## إصدارات
- Chronicon Beneventanum at المكتبة اللاتينية  [لغات أخرى]‏.
- Chronicon Beneventanum at the Centro Europea di Studi Normanni.